# Diparomorpha machadoi
Diparomorpha machadoi är en stekelart som beskrevs av Karl-Johan Hedqvist 1972. Diparomorpha machadoi ingår i släktet Diparomorpha och familjen puppglanssteklar.
Artens utbredningsområde är Angola. Inga underarter finns listade i Catalogue of Life.